# De Digitale Metro
De Digitale Metro (DDM) is een Nederlandse MOO (een soort MUD) die rond 21 mei 1994 opende voor het publiek. DDM was een onderdeel van De Digitale Stad (DDS).

## Geschiedenis
De Metro begon als een virtuele, tekstuele weergave van Amsterdam. Men begon op het plein voor Centraal Station en kon vervolgens door de stad wandelen. Later werd dit een virtuele gemeenschap waarvan de mensen elkaar ook irl leerden kennen. In het begin was De Metro min of meer gesplitst in twee soorten gebruikers. Overdag had je de mensen die op hun werk of (met name) op hun opleiding toegang tot internet hadden. 's Avonds zag je andere mensen online komen, mensen die thuis een internetverbinding hadden. Toen internet in Nederland algemener werd, vervaagde deze scheiding langzaam, totdat mensen altijd online waren. De zogenaamde dag- en nachtploegen bestonden niet meer.

### Meetings
Binnen één jaar na de opening ontstond de behoefte om elkaar in het echt te ontmoeten. De eerste meeting was op 2 februari 1995. In de eerste 10 jaar van het bestaan zijn er zo'n 58 van deze meetings geweest. Het eerste lustrum en decennium zijn gevierd met speciale meetings. Hiernaast zijn er ook 'gesloten' en privébijeenkomsten ontstaan.
De virtuele wereld werd voor velen een tweede werkelijkheid waar ze konden praten met vrienden door het hele land. Hoewel Nederlands de voertaal was, kwamen er soms ook buitenlandse gasten op bezoek. Meestal door toedoen van vrienden. Vrienden waren meestal ook degenen die nieuwe bewoners (zo heten de gebruikers) binnenbrachten.

### Ontstaan van andere MOO's
In navolging van DDM werden in Nederland en België diverse nieuwe MOO's opgericht. Dit was mogelijk doordat de broncode voor iedereen vrij te gebruiken is en men op de eigen computer eerst ervaring op kon doen. Een redelijk aantal van deze werelden zijn nog steeds actief en in vele zijn Metro'ers terug te vinden.

### Relaties
Net als in de echte wereld ontstonden er in De Metro relaties en werden relaties verbroken. Lief en leed waren virtueel net zo aanwezig is in het echte leven. Mensen ontmoetten elkaar en gingen trouwen. Metrokinderen werden geboren en helaas zijn er ook Metro'ers overleden. Vooral het laatste zorgde voor veel beroering binnen de gemeenschap.
Ondanks de populariteit van de diverse instant messaging-programma's en opkomst van de grafisch geavanceerdere werelden zoals SecondLife zijn MOO's zoals DDM nog steeds populair. Een deel van deze aantrekkingskracht is te danken aan het feit dat de platte opzet van een MOO het mogelijk maakt om via diverse manieren in te loggen. Zo is het bijvoorbeeld mogelijk om vanaf een GSM-toestel in te loggen terwijl het dataverbruik laag blijft.
Een ander deel van de aantrekkingskracht ligt in het feit dat de gemeenschappen relatief klein blijven. De sociale controle binnen dit soort gemeenschappen is hoger. Zo is het ook mogelijk dat kinderen en ouderen naast elkaar actief zijn.

## Gebruikers
Er zijn binnen DDM verschillende gebruikerstypen aanwezig.
Aangezien DDM onderdeel van DDS was, is voortgeborduurd op de mensen die in de stad werken.
- bezoekers worden aangeduid met de term 'Gast'
- gebruikers met programmeerrechten heten 'Bouwvakker'
- gebruikers die bouwvakkers kunnen en willen helpen heten 'Hulpvaardige Bouwvakker'
- de beheerders heten 'Opperbouwvakker', kortweg 'Opper' genoemd.

Deze termen komen overeen met de volgende termen die in alle MOO's gebruikt worden:
- Gast - Guest
- Bouwvakker - Programmer
- Opper - Wizard

Een van de bekendere Oppers is Dimitri Reinderman die naast de Metrowereld ook in een Schaakwereld leeft.

## Clients
Standaard is iedere MOO te benaderen via een telnet-client zoals PuTTY, daarnaast is er een keur aan speciale MOO-clients waarvan de belangrijkste hieronder worden vermeld.
Webbrowsers bieden tegenwoordig ook de mogelijkheid aan een MOO te verbinden, hierbij wordt dan vaak gebruikgemaakt van technieken als HTML5, Java of AJAX.

## Andere manieren van toegang (read only)
Omdat telnet voor velen een onbekende applicatie is, telnet op veel netwerken geblokkeerd wordt en omdat er steeds meer gebruikers zijn die op bijvoorbeeld hun mobiele telefoon toch DDM willen kunnen volgen, is er gezorgd voor andere manieren van toegang.
Hierbij is gekozen voor een weergave van de interne publieke kanalen die aan de buitenwereld wordt getoond.
Saillant detail is dat speciaal hiervoor een privacymaatregel is ingesteld waarbij de naam van de gebruiker desgewenst aangepast wordt zodat deze anoniem blijft.
Omdat sociale media over het algemeen niet geblokkeerd worden en ook op mobiele telefoons zichtbaar zijn, zijn er speciale koppelingen geprogrammeerd met deze media.